# ScreenFlow
Screenflow è un software di video editing sviluppato da Telestream per il sistema operativo macOS. È in grado di catturare l'audio e il video del computer, modificare il file registrato e aggiungere degli effetti. Può registrare lo schermo fino a 1080p e caricarlo direttamente su YouTube.